# Wilhelm Gnosspelius
Wilhelm Theodor Gnosspelius, född 28 december 1809 i Stockholm, död 13 augusti 1887 i Lund,  var en svensk organist, violinist, tonsättare och dirigent samt director musices vid Lunds universitet. 

## Biografi
Wilhelm Gnosspelius föddes 1809 i Stockholm. Han var son till grosshandlaren Jonathan Gnosspelius och Maria Kjellstedt.
Gnosspelius skolades till musiker i hemmet men började sin yrkeskarriär inom bryggerinäringen. Han avlade musikdirektörsexamen 1841, blev sånglärare vid Linköpings skola 1843, ledamot av Kungliga Musikaliska Akademien 1845, director musices vid Linköpings gymnasium (senare Linköpings läroverk, numera Katedralskolan i Linköping), domkyrkoorganist i Linköping 1854 och director musices och domkyrkoorganist i Lund 1858.

### Familj
Gnosspelius gifte sig 1833 med Amalia Mankell, dotter till Johann Hermann Mankell och Johanna Maria Keyser. De fick tillsammans dottern Amalia Planck (1834–1908), Lovisa Fredrica Wilhelmina Gnosspelius (1836–1907), Erik Wilhelm Jonathan Gnosspelius (1837–1864), Svante Herman Gnosspelius (1838–1838), Bror Olof Gnosspelius (född 1839), 
Emma Johanna Christina Gnosspelius (1841–1841), Ebba Henrietta Gnosspelius (1846–1875) som var gift med doktorn Wilhelm Teodor Patrik Sturzen-becker.

## Verklista

### Orkester
- Symfoni, komponerad för Lunds Katedralskolas kapell. F.f.g. Katedralskolans gymnastiksal, Lund, 21 november 1860. [Symfonin omnämns i Lunds Weckoblad 15 och 29 november 1860. Om noterna bevarats är inte känt.]

### Kammarmusik
- Romance utan ord för violin och piano. (1850, autograf i Lunds universitetsbibliotek)
- Duo för pianoforte och violin. Tillägnad Dr. Axel Burén. (1850, autograf i Lunds universitetsbibliotek)

### Kör
- Kyrie för blandad kör. (Kyriet omnämns i Tobias Norlinds Allmänt musiklexikon, 1927. Om noterna bevarats är inte känt.)
- 2ne Chörer sjungna vid Domprosten Lidmans begrafning 1845 16/3 ("Lektor Hedner"). Manskör. F.f.g. Linköping 1845. Autograf i Lunds universitetsbibliotek.

#### Kantater
- Cantat för mansröster författade till en Soirée för nödställda barn i Linköping 1847 (Rosengren), 1847. (1847, autograf i Lunds universitetsbibliotek)
- Sorge Cantate i anledning af Prins Gustafs död (Ridderstad), 1852. Kör, soli och orkester. Autograf i Lunds universitetsbibliotek.
- Sorg Cantate till festen i anledning af K[ung] Oscars frånfälle (Albert Theodor Lysander), 1859. Kör, soli och orkester. F.f.g. Lund 1 december 1859. Autograf i Lunds universitetsbibliotek.
- Cantat vid Sorgfesten d[en] 16 maj 1871 (Henrik Hallbäck), 1871. F.f.g. Lund 16 maj 1871. [Kantat med anledning av drottning Lovisas död. En kvartett ut kantaten trycktes i J. A. Josephson och Fr. Arlberg (red.): 100 äldre och nyare svenska sånger för fyra och fem mansröster, Stockholm: Abr. Hirschs förlag 1873, s. 112–115.]
- Cantat vid Akademiens Sorgfest öfver Kung Carl XV (Henric Hallbäck), 1872. Blandad kör, tenorsolo och orkester. F.f.g. Lund 29 november 1872. Autograf i Lunds universitetsbibliotek.
- Jubelcantat (Carl Vilhelm August Strandberg, alias Talis Qualis), 1868. Op. 7. F.f.g. Lund 27 maj 1868, vid Lunds universitets tvåhundraårsfest. Autograf i Lunds universitetsbibliotek.
- Davids 98 Psalm, 1862, omarbetad 1865. Blandad kör, soli och orkester. F.f.g. Lund 30 maj 1862, vid en konsert på Akademiska Föreningen.
- Requiem, 1870. Blandad kör och orgel. F.f.g. vid minnesfesten över Gnosspelius i Kapellsalen, Lund, 11 november 1887. Tryckt i. J. A. Josephson (red.), Zion, Andlig musik för kyrkan, hemmet och skolan, fjärde årgången, 1870, nr 11. Autograf i Akademiska kapellets notsamling, Lund.

### Sånger
- Sång wid en Middag gifven af 1sta Regementets Officers Corps åt sin chef, Gen: Adjut: Stafs von Post (Gottfried Feilitzen) (1843, autograf i Lunds universitetsbibliotek)

### Orgelverk
Festmarsch vid Promotionen 1877 6/6. Fyrhändig orgel. Autograf i Akademiska kapellets notsamling, Lund.